# Флаги Челябинской области
Список флагов муниципальных образований Челябинской области Российской Федерации.
На 1 января 2020 года в Челябинской области насчитывалось 319 муниципальных образований — 15 городских округов, 1 городской округ с внутригородским делением, 7 внутригородских районов, 27 муниципальных районов, 27 городских поселений и 242 сельских поселения.

## Флаги городских округов
В скобках указано второе официальное наименование муниципального образования.
| Флаг | Наименование                                                  | Дата утверждения               | Номер в ГГР |
| ---- | ------------------------------------------------------------- | ------------------------------ | ----------- |
|      | Флаг Челябинского городского округа («город Челябинск»)       | 28 мая 2002                    | 968         |
|      | Флаг Верхнеуфалейского городского округа                      | 19 апреля 2002                 | 946         |
|      | Флаг Златоустовского городского округа                        | 29 августа 2000 6 марта 2008   | 665         |
|      | Флаг Карабашского городского округа                           | 25 декабря 2003 13 июня 2017   | 1359        |
|      | Флаг Копейского городского округа                             | 10 июля 2002                   | 1002        |
|      | Флаг Кыштымского городского округа                            | 11 апреля 2002 26 октября 2006 | 951         |
|      | Флаг Локомотивного городского округа                          | 10 июня 2003                   | 1260        |
|      | Флаг Магнитогорского городского округа («город Магнитогорск») | 26 апреля 2011                 | 1490        |

| Флаг | Наименование                                            | Дата утверждения                 | Номер в ГГР |
| ---- | ------------------------------------------------------- | -------------------------------- | ----------- |
|      | Флаг Миасского городского округа                        | 25 октября 2002 28 сентября 2007 | 1044        |
|      | Флаг Озёрского городского округа                        | 24 декабря 2003                  | 1477        |
|      | Флаг Снежинского городского округа («город Снежинск»)   | 9 октября 2002                   | 1023        |
|      | Флаг Трёхгорного городского округа («город Трёхгорный») | 30 сентября 2003                 | 1320        |
|      | Флаг Троицкого городского округа («город Троицк»)       | 19 сентября 2002                 | 1078        |
|      | Флаг Усть-Катавского городского округа                  | 14 ноября 2002 27 января 2010    | 1115        |
|      | Флаг Чебаркульского городского округа                   | 1 октября 2002                   | 1091        |
|      | Флаг Южноуральского городского округа                   | 26 сентября 2000                 | 669         |

## Флаги муниципальных районов
| Флаг       | Наименование                                 | Дата утверждения                 | Номер в ГГР |
| ---------- | -------------------------------------------- | -------------------------------- | ----------- |
|            | Флаг Агаповского муниципального района       | 27 сентября 2002                 | 1019        |
|            | Флаг Аргаяшского муниципального района       | 17 декабря 2002                  | 1119        |
|            | Флаг Ашинского муниципального района         | 23 сентября 2003 27 октября 2008 | 1301        |
|            | Флаг Брединского муниципального района       | 18 октября 2002                  | 1040        |
|            | Флаг Варненского муниципального района       | 16 июля 2003                     | 1261        |
|            | Флаг Верхнеуральского муниципального района  | 6 марта 2003                     | 1172        |
| нет данных | Флаг Еманжелинского муниципального района    |                                  |             |
|            | Флаг Еткульского муниципального района       | 25 сентября 2002                 | 1017        |
|            | Флаг Карталинского муниципального района     | 28 ноября 2002                   | 1151        |
|            | Флаг Каслинского муниципального района       | 20 августа 2002                  | 1141        |
|            | Флаг Катав-Ивановского муниципального района | 26 марта 2003                    | 1209        |
|            | Флаг Кизильского муниципального района       | 24 декабря 2002                  | 1141        |
|            | Флаг Коркинского муниципального района       | 21 февраля 2002 27 октября 2005  | 902         |
|            | Флаг Красноармейского муниципального района  | 22 апреля 2003                   | 1190        |

| Флаг | Наименование                               | Дата утверждения                | Номер в ГГР |
| ---- | ------------------------------------------ | ------------------------------- | ----------- |
|      | Флаг Кунашакского муниципального района    | 19 марта 2003                   | 1281        |
|      | Флаг Кусинского муниципального района      | 25 июня 2002                    | 999         |
|      | Флаг Нагайбакского муниципального района   | 28 ноября 2002                  | 1111        |
|      | Флаг Нязепетровского муниципального района | 28 августа 2003                 | 1289        |
|      | Флаг Октябрьского муниципального района    | 30 декабря 2002                 | 1145        |
|      | Флаг Пластовского муниципального района    | 8 сентября 2000 22 февраля 2006 | 726         |
|      | Флаг Саткинского муниципального района     | 19 февраля 2003                 | 1158        |
|      | Флаг Сосновского муниципального района     | 17 апреля 2002                  | 956         |
|      | Флаг Троицкого муниципального района       | 19 ноября 2003                  | 1358        |
|      | Флаг Троицкого муниципального района       | 19 ноября 2003                  |             |
|      | Флаг Увельского муниципального района      | 1 марта 2001                    | 821         |
|      | Флаг Уйского муниципального района         | 30 июня 2003                    | 1264        |
|      | Флаг Чебаркульского муниципального района  | 25 марта 2003                   | 1242        |
|      | Флаг Чесменского муниципального района     | 3 декабря 2002                  | 1156        |

## Флаги городских поселений
| Флаг | Наименование                                                                      | Дата утверждения               | Номер в ГГР |
| ---- | --------------------------------------------------------------------------------- | ------------------------------ | ----------- |
|      | Флаг Ашинского городского поселения Ашинского муниципального района               | 1 марта 2007                   | 3457        |
|      | Флаг Бакальского городского поселения Саткинского муниципального района           | 26 ноября 2004                 | 1742        |
|      | Флаг Верхнеуральского городского поселения Верхнеуральского муниципального района |                                | 4920        |
|      | Флаг Вишневогорского городского поселения Каслинского муниципального района       | 20 февраля 2019                | 12179       |
|      | Флаг Еманжелинского городского поселения Еманжелинского муниципального района     | 20 ноября 2002 26 августа 2005 | 1123        |
|      | Флаг Карталинского городского поселения Карталинского муниципального района       | 23 мая 2007                    |             |

| Флаг | Наименование                                                                    | Дата утверждения | Номер в ГГР |
| ---- | ------------------------------------------------------------------------------- | ---------------- | ----------- |
|      | Флаг Каслинского городского поселения Каслинского муниципального района         | 4 июля 2011      | 4143        |
|      | Флаг Магнитского городского поселения Кусинского муниципального района          | 10 декабря 2008  | 5088        |
|      | Флаг Миньярского городского поселения Ашинского муниципального района           | 15 июня 2004     | 1785        |
|      | Флаг Нязепетровского городского поселения Нязепетровского муниципального района | 12 ноября 2003   | 1475        |
|      | Флаг Симского городского поселения Ашинского муниципального района              | 6 августа 2004   | 1619        |
|      | Флаг Юрюзанского городского поселения Катав-Ивановского муниципального района   | 26 декабря 2007  | 3957        |

## Флаги сельских поселений
| Флаг | Наименование                                                                | Дата утверждения | Номер в ГГР |
| ---- | --------------------------------------------------------------------------- | ---------------- | ----------- |
|      | Флаг Агаповского сельского поселения Агаповского муниципального района      | 29 марта 2007    | 3908        |
|      | Флаг Акбашевского сельского поселения Аргаяшского муниципального района     | 12 ноября 2013   | 9437        |
|      | Флаг Аргаяшского сельского поселения Аргаяшского муниципального района      | 24 декабря 2008  | 4740        |
|      | Флаг Аязгуловского сельского поселения Аргаяшского муниципального района    | 13 декабря 2017  | 12002       |
|      | Флаг Бобровского сельского поселения Троицкого муниципального района        | 28 января 2014   | 9439        |
|      | Флаг Буранного сельского поселения Агаповского муниципального района        | 29 мая 2007      | 3523        |
|      | Флаг Варламовского сельского поселения Чебаркульского муниципального района |                  |             |
|      | Флаг Желтинского сельского поселения Агаповского муниципального района      | 11 декабря 2007  | 4004        |
|      | Флаг Катенинского сельского поселения Варненского муниципального района     |                  | 6940        |
|      | Флаг Кунашакского сельского поселения Кунашакского муниципального района    | 26 сентября 2008 | 4320        |
|      | Флаг Куяшского сельского поселения Кунашакского муниципального района       | 15 августа 2007  | 3999        |

| Флаг | Наименование                                                                  | Дата утверждения | Номер в ГГР |
| ---- | ----------------------------------------------------------------------------- | ---------------- | ----------- |
|      | Флаг Магнитного сельского поселения Агаповского муниципального района         | 23 ноября 2007   |             |
|      | Флаг Миасского сельского поселения Красноармейского муниципального района     | 23 ноября 2006   |             |
|      | Флаг Наровчатского сельского поселения Агаповского муниципального района      |                  | 5005        |
|      | Флаг Огневского сельского поселения Каслинского муниципального района         | 19 марта 2009    | 4764        |
|      | Флаг Первомайского сельского поселения Агаповского муниципального района      | 21 июня 2007     | 4019        |
|      | Флаг Приморского сельского поселения Агаповского муниципального района        | 30 мая 2007      |             |
|      | Флаг Светлогорского сельского поселения Агаповского муниципального района     | 27 декабря 2007  |             |
|      | Флаг Толстинского сельского поселения Варненского муниципального района       |                  |             |
|      | Флаг Усть-Багарякского сельского поселения Кунашакского муниципального района | 11 апреля 2008   | 4053        |
|      | Флаг Черниговского сельского поселения Агаповского муниципального района      | 3 августа 2008   |             |
|      | Флаг Янгельского сельского поселения Агаповского муниципального района        | 19 июля 2007     |             |

## Упразднённые флаги
| Флаг | Наименование                                                | Дата утверждения | Дата отмены    |
| ---- | ----------------------------------------------------------- | ---------------- | -------------- |
|      | Флаг муниципального образования «ЗАТО посёлок Локомотивный» | 21 августа 2000  | 10 июня 2003   |
|      | Флаг муниципального образования города Магнитогорска        | 30 сентября 1998 | 28 января 2004 |
|      | Флаг муниципального образования города Магнитогорска        | 28 января 2004   | 30 ноября 2010 |
|      | Флаг Магнитогорского городского округа                      | 30 ноября 2010   | 26 апреля 2011 |
|      | Флаг муниципального образования «Город Снежинск»            | 4 ноября 1998    | 9 октября 2002 |
|      | Флаг Ашинского городского поселения                         | 7 июля 2006      | 1 марта 2007   |